# Jai Crawford
David Jai Crawford (4 de agosto de 1983) es un ciclista australiano que fue profesional entre 2005 y 2018.
Comenzó a ser profesional con el humilde equipo briránico del Driving Force Logistics en 2005 aunque no destacó y de nuevo pasó a ser amateur hasta 2007 donde volvió al profesionalismo en Asia con los equipos del Giant Asia Racing Team y Trek-Marco Polo Cycling Team que ha ido alternando con equipos australianos. En ellos si ha logrado victorias y podiums en carreras del UCI Asia Tour y UCI Oceania Tour siendo su mejor puesto el segundo obtenido en el Tour de Langkawi 2009 catalogado de categoría 2.HC (máxima categoría de los Circuitos Continentales UCI).

## Palmarés
2007
- Tour de Siam

2009
- 1 etapa del Tour de Wellington

2012
- 1 etapa de la Jelajah Malaysia

2016
- Tour de Ijen

2017
- Tour de Filipinas

## Equipos
- Driving Force Logistics (2005)
- Giant Asia Racing Team (2007)
- Trek-Marco Polo Cycling Team (2008)
- Savings & Loans Cycling Team (2009)
- Fly V Australia (2010)
- Giant Kenda/RTS (2011-2012)[3]
  - Giant Kenda Cycling Team (2011)
  - RTS Racing Team (2012)[3]
- Genesys Wealth Advisers (2012[4] -2013)
- Drapac Cycling (2014)
- Kinan Cycling Team (2015-2018)